# David Martin (fotbalista, 1986)
David Edward Martin (* 22. ledna 1986 Romford) je anglický profesionální fotbalista, který hraje na pozici brankáře v klubu Premier League West Ham United. Hrál za týmy Anglie do 17 let, Anglie do 19 let a Anglie do 20 let.

## Klubová kariéra

### Mládežnické roky
Narodil se v Romfordu v londýnské čtvrti Havering a začal svou kariéru jako hráč mládežnického týmu Tottenham Hotspur, kde původně hrál jako obránce.

### Wimbledon / Milton Keynes Dons
V roce 2003 se přestěhoval do Wimbledonu, krátce před tím, než se klub v září téhož roku přestěhoval do Milton Keynes . Poté, co byl klub reformován jako Milton Keynes Dons v červnu 2004, Martin debutoval v roce 2004 a nastoupil ve 25 zápasech, včetně 15 ligových do ledna 2006.

### Liverpool
Po úspěšném zkušebním období  podepsal 12. ledna 2006 smlouvu v Liverpoolu. Ve své první sezoně hrál za Liverpoolské rezervy s celkem 13 starty měl osm čistých kont a stal se pravidelně hrajícím hráčem v rezervním týmu. Když byl zraněn Charles Itandje, byl v řadě prvních týmových zápasů nepoužitým náhradníkem.

#### Hostování v Accrington Stanley
Dne 23. února 2007 byl na měsíc podepsán klubem Football League Two Accrington Stanley . Ve svém debutovém zápase se však během 5 minut zranil, aniž by se dotkl míče, zranil si kotník, po zbytek hostování byl zraněn a následně se vrátil do Liverpoolu, odkud byl na zbytek sezóny odeslán na hostování do Accringtonu a pomohl klubu vyhnout se sestupu do National National.

#### Návrat do Liverpoolu
Dne 6. listopadu 2007 byl Martin na lavičce, když Liverpool porazil turecký klub Beşiktaş 8–0 v Anfieldu ve skupinovém zápase Ligy mistrů UEFA . V sezóně 2007–2008 byl členem rezervního týmu Liverpoolu, který se stal mistrem Premier Reserve League Northern a Premier League National champions. V květnu 2008 podepsal novou smlouvu s Liverpoolem do června 2010.

#### Hostování v Leicesteru

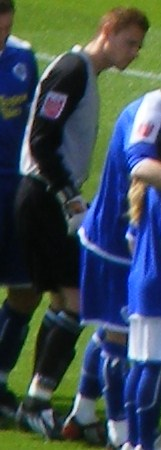
Martin v Leicester City.

Dne 4. srpna 2008 se Martin připojil k týmu League One Leicester City na základě šestiměsíčního hostování, přičemž debutoval 12. srpna při domácím vítězství 1-0 nad Stockportem . V prosinci bylo hostování prodlouženo do konce sezóny. Dne 30. ledna 2009 sdělil, že chce trvalý přesun do Leicesteru, nicméně k tomu nedošlo. Během 26 zápasů měl 13 čistých kont.

#### Opětovný návrat do Liverpoolu
Rafa Benitez nominoval Martina do 28členného týmu Liverpoolu pro skupinové fáze Ligy mistrů 2009–10.

#### Hostování v Tranmere Rovers
Dne 16. října 2009 se na měsíc připojil k Tranmere Rovers . Martin bojoval o dres číslo jedna s Lukem Danielsem a hrál tři ligové zápasy pro Tranmere, než se vrátil do Liverpoolu.

#### Hostování v Leeds United
Dne 26. listopadu se Martin připojil k Leeds United do 28. prosince, aby nahradil zraněného Shane Higgse a dodplnil dvojici Casper Ankergren a Alan Martin . Liverpool se rozhodl, že nesmí nastoupit v zápasech FA Cupu, kterých se Leeds zúčastnil.
V Leedsa debutoval v semifinále fotbalové ligy Trophy Northern Section na Elland Road proti Accrington Stanley . Dne 24. prosince prodloužil hostování o další měsíc, do 30. ledna, a Liverpool mu také dal povolení hrát za Leeds proti Manchesteru United v FA Cupu. Prodloužení hostování bylo do značné míry spojeno s Higgsem, kterému se nedařilo se zotavit ze zranění. Martinovo hostování bylo poté opět prodlouženo do 10. února 2010, po kterém se vrátil do Liverpoolu.

#### Hostování v Derby County
Dne 12. března 2010 se Martin připojil k Derby County ne měsíční hostování, aby nahradil zraněného Stephena Bywatera a taktéž brankáře Saula Deeneyho, který obdržel během stejného zápasu červenou kartu. Do Liverpoolu se vrátil 12. dubna 2010.

### Milton Keynes Dons (druhý pokus)

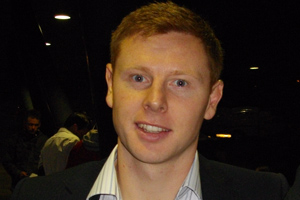
Martin v roce 2011

Martin dne 12. května 2010 podepsal smlouvu s bývalým klubem Milton Keynes Dons a byl prvním hráčem, kterého podepsal nový manažer Karl Robinson. Dne 3. května 2016 byl Martin jmenován klubovým hráčem roku pro sezónu 2015–16 .
Dne 20. dubna 2017, po devíti sezónách a 339 vystoupeních v klubu, Martin oznámil, že opustí MK Dons na konci sezóny 2016–17 .

### Millwall
Dne 1. září 2017 podepsal smlouvu klubu Millwall FC, který postoupil do Championship. Na konci sezóny 2017–18 byl kontrakt automaticky prodloužen.

### West Ham United
Dne 3. června 2019 Martin podepsal dvouletou smlouvu s klubem Premier League West Ham United, jako třetí brankář za Łukaszem Fabiańskim a Robertem . Martin debutoval West Ham a Premier League dne 30. listopadu 2019 poté, co se Fabiański zranil a Roberto byl vyřazen kvůli špatné formě. Martin udržel čisté konto proti Chelsea a West Ham vyhrál 0:1.

## Mezinárodní kariéra
Martin hrál za Anglii do 17 let na mistrovství Evropy do 17 let v roce 2003. Hrál za tým Anglie do 19 let na mistrovství Evropy do 19 let v roce 2005, kdy se Anglie ve finále konaném ve Windsor Parku v Belfastu v Severním Irsku proti výběru Francie do 20 let . Byl také jednou nominován týmem do 20 let v Anglii .

## Osobní život
Martin je synem bývalého hráče West Ham United Alvina Martina . Jeho bratr Joe je také fotbalista.

## Úspěchy
Liverpoolské rezerva
- Premier Reserve League : 2007–08 [26]
- Premier Reserve League North Division: 2007–2008

Leicester City
- Football League One : 2008–09 [26]

Milton Keynes Dons
- Football League One – druhé místo: 2014–15

Individuální
- Milton Keynes Dons – Hráč roku: 2015–16 [27]